# Dyngön
Dyngön eller Dyngö på mål är en ö i Kville socken i Tanums kommuns södra skärgård i Bohuslän. Ön ligger knappt 3 km västsydväst om Fjällbacka. Dyngön är nästan en km lång i nordsydlig riktning. Tidigare bestod ön av två öar, numera förenar en landtunga huvudön med Trybergholmen i nordväst.
Öns första kända bebyggelse kom till under mitten av 1500-talet, då den norske sillhandlaren Mickel Fontin byggde ett magasin (saltbod) vid den nuvarande hamnen. Ännu kallas den lilla ön i hamnen Mickel.
Öns strategiska läge vid den dåvarande yttre bohuslänska kustleden, vid avstickaren in mot Fjällbacka, gjorde att det redan på 1600-talet fanns lotsar, som erbjöd sina tjänster på Dyngö. Den förste kronolotsen, Angrim Trullson, tillsattes 1703. Lotsstationen drogs in 1937, men lotsutkiken finns fortfarande kvar på det 50 meter höga berget.
En tullstation har också funnits på ön. Den flyttades 1911 från Hästvom till Dyngön. Tullposteringen drogs in under 1940-talet. Skolan stängdes år 1931.
Ön är fortfarande bebodd hela året. Fjällbacka skärgårds post- och passagerarbåt är stationerad på ön och ingår i Västtrafiks linjenät.

## Etymologi
Dynge, på norska, betyder hög klippa eller hög ö.